# Hidde Dirks Kat

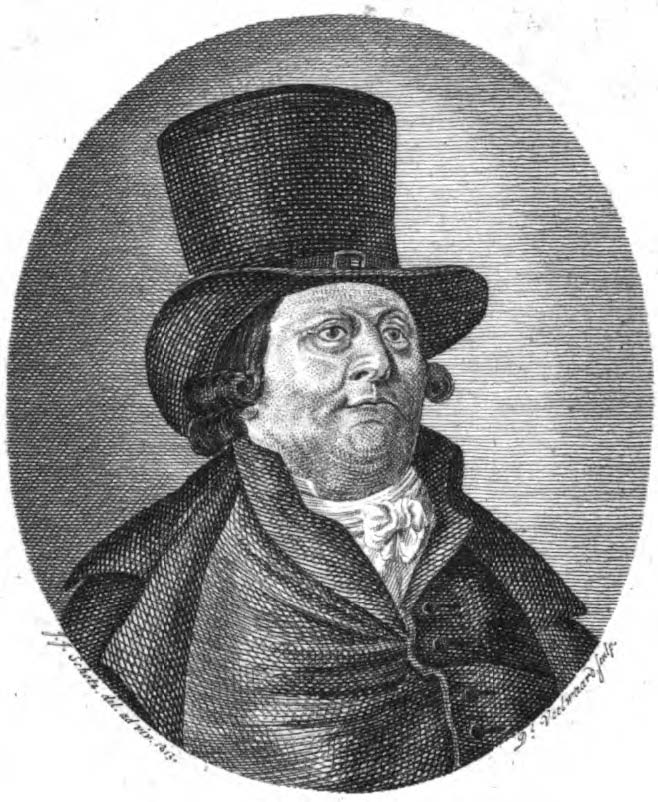
Hidde Dirks Kat

Hidde Dirks Kat (* 14. Juni 1747 in Hollum; † 17. Januar 1824 ebenda) erlitt als Kommandeur eines Walfangschiffes auf Grönlandfahrt Schiffbruch und hielt seine Erlebnisse in einem Tagebuch fest. Die beschriebene Tragödie markiert den Endpunkt der Blütezeit des Amelander Walfangs, der seit Mitte des 17. Jahrhunderts vielen Insulanern das Einkommen gesichert hatte.

## Zusammenfassung der Tagebucheinträge

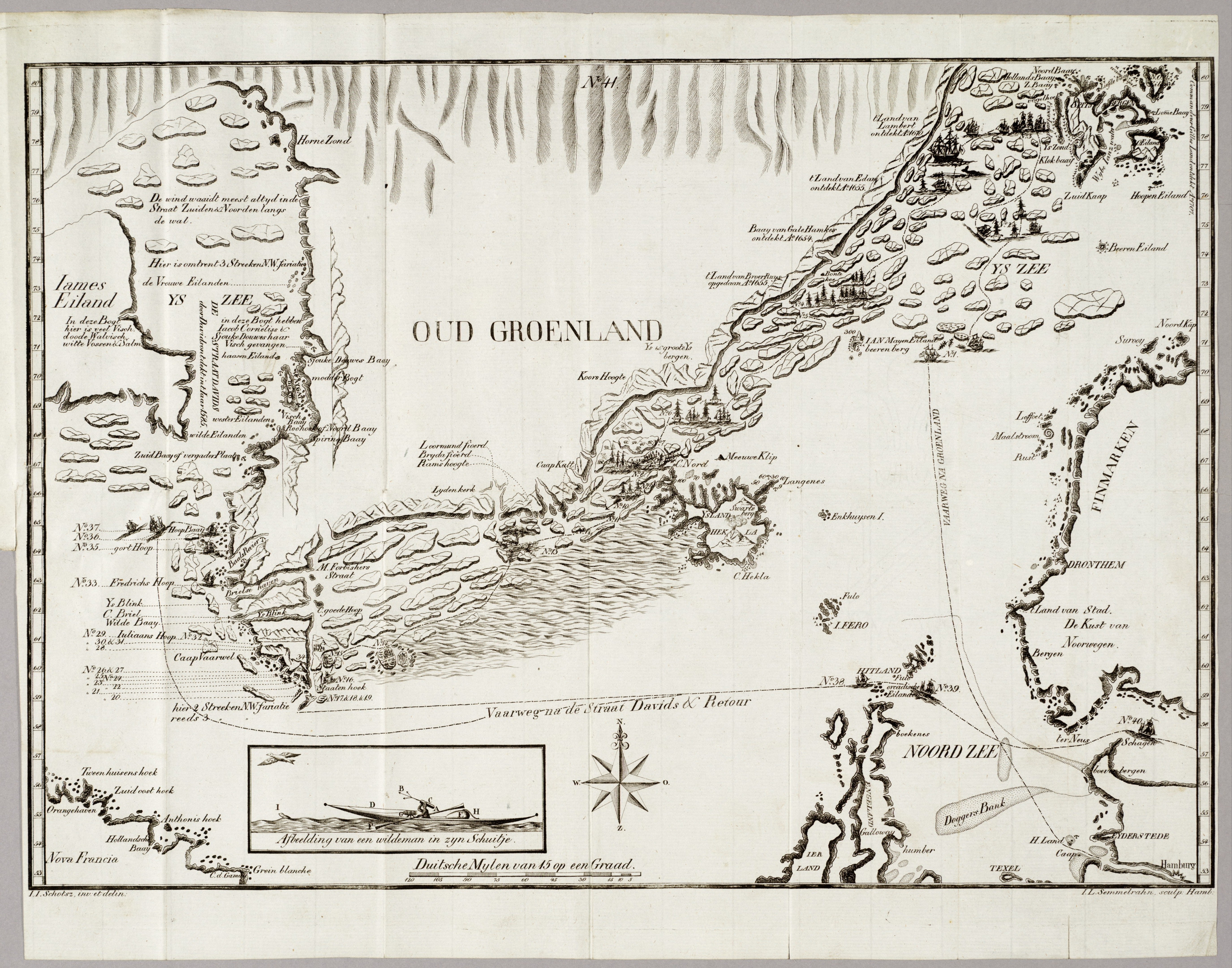
Karte von Grönland aus dem Tagebuch

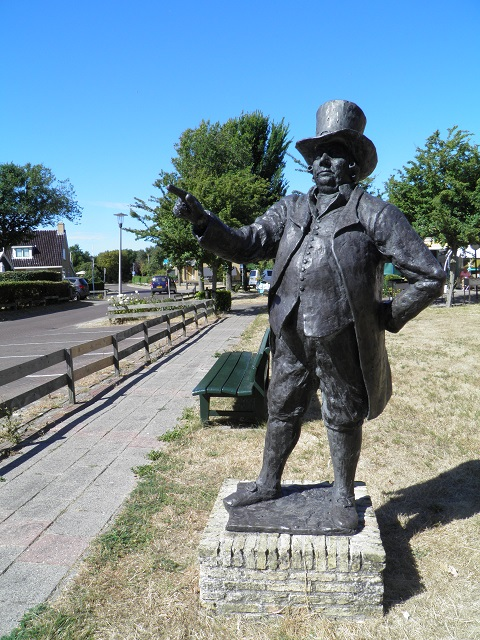
Standbild in der nach ihm benannten Straße in Hollum

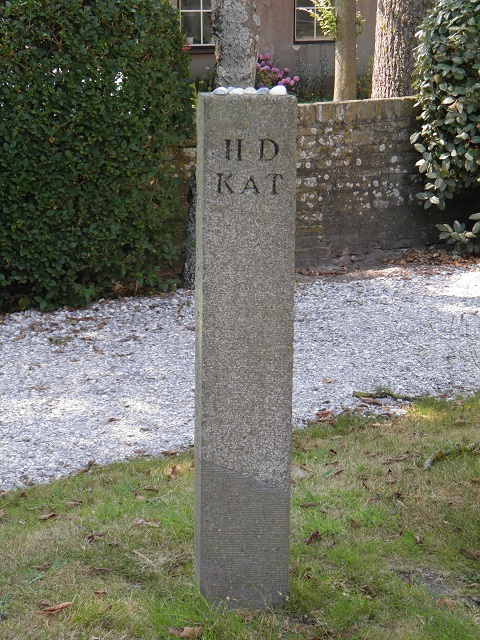
Grab auf dem Friedhof in Hollum

In Diensten eines Hamburger Reeders war der Amelander Hidde Dirks Kat am 5. März 1777 mit der Brigg De Juffrouw Klara aus Hamburg in Richtung Spitzbergen ausgelaufen. Der Wal- und Robbenfang verlief zunächst erfolgreich. In der Nähe des Nordpols wurden die Brigg und weitere vier Schiffe jedoch am 6. August vom Packeis eingeschlossen. Zwei Schiffe wurden schnell von treibenden Eisschollen zerstört, so dass sich die Besatzungen zunächst auf die drei noch intakten Schiffe retten mussten. Der Speck der erbeuteten Wale trieb umher und lockte Eisbären an, von denen die Mannschaften einige abschossen, um sich davon zu ernähren. So vergingen mehrere Wochen, bis am 30. September auch die verbliebenen drei Schiffe durch einen gewaltigen Sturm zerstört wurden und die Männer auf das Eis flüchten mussten. Da nun keine Aussicht mehr auf Rettung bestand, beschlossen Kat und seine 50 Kameraden, zu Fuß über das Eis nach Grönland zu gelangen. Zwei Besatzungsmitglieder waren nicht mehr in der Lage zu laufen, so dass sie zurückgelassen werden mussten. Als Ausrüstung besaß die Gruppe nur noch einen Kompass, zwei Bootshaken, einen Teekessel, einen Bierkrug und etwas Proviant.
Auf dem entbehrungsreichen Weg kamen viele der Schiffbrüchigen ums Leben: Etliche glitten auf dem Eis aus und fielen ins Wasser, wo sie entweder ertranken oder von treibenden Eisschollen zerquetscht wurden; andere erfroren in den Nächten, in denen die Dunkelheit kein Fortkommen zuließ. Als die Gruppe nach etwa einer Woche das Festland bei Kap Farvel erreichte, waren nur noch 18 Mann übrig. Die Überlebenden trafen nach weiterer tagelanger Wanderung auf einheimische Inuit, die die von Hunger und Kälte geschwächten Männer aufnahmen und zur dänischen Kolonie Frederikshåb brachten. Dort überwinterten die Schicksalsgenossen, bis sie im darauffolgenden Sommer endlich heimkehren konnten. Hidde Dirks Kat traf erst am 27. September 1778 wieder auf seiner Heimatinsel ein.
Seit dem Unglück fuhr Kat nicht mehr auf Walfahrt, stattdessen wandte er sich der Handelsschifffahrt zu. Sein Tagebuch, in dem er neben den dramatischen Ereignissen seiner Rettung auch die Lebensweise der Inuit ausführlich beschrieb, erschien 1818 unter dem Titel Dagboek eener reize ter walvischen robben-vangst gedaan in de jaren 1777 en 1778 in Haarlem.
Als wohlhabender und -beleibter Mann starb Kat 1824 in Hollum auf Ameland, wo er auch bestattet wurde. Sein Grab auf dem Friedhof, ein Standbild und eine nach ihm benannte Straße erinnern dort an ihn.
Der ertragreiche niederländische Walfang erlebte in den folgenden Jahren einen langsamen Niedergang. 1798 beschlagnahmte England zudem fast die gesamte niederländische Walfangflotte. Von den vielen Amelander Walfischfahrern waren nur noch zwei Kommandeure aktiv, und auch sie reisten 1802 letztmals ins Polarmeer.